# James Wallace Binns
James Wallace Binns (* 1. September 1940 in Harrogate) ist ein britischer mittellateinischer und neulateinischer Philologe.

## Leben
Er erwarb den Bachelor in Birmingham, 1964 den Master of Arts an der University of Birmingham (mit einer Arbeit über The manuscript poems of William Gager), 1965 den Doctor of Philosophy in Birmingham (mit einer Arbeit über William Gager’s Dido, Minor drama, and printed poems) und ebenda 1992 Doctor of Letters. Er war Lecturer für Mittellatein an der University of Birmingham (1965–1984), Lecturer für Latein in York (1984–1991) und seit 1991 Reader für Latein an der University of York. Seit 2004 ist er Mitglied der British Academy.

## Schriften (Auswahl)
- als Herausgeber: Ovid. London 1973, ISBN 0-7100-7639-8.
- als Herausgeber: Latin literature of the fourth century. London 1974, ISBN 0-7100-7796-3.
- The Latin Poetry of English Poets. Routledge & Kegan Paul, London 1974, ISBN 0-7100-7845-5.
- Intellectual culture in Elizabethan and Jacobean England. The Latin writings of the age. Leeds 1990, ISBN 0-905205-73-1.
- als Herausgeber mit Shelagh E. Banks: Gervase of Tilbury: Otia imperialia. Oxford 2002, ISBN 0-19-820288-1.